# Prepona violacea
Prepona violacea är en fjärilsart som beskrevs av Le Moult 1931. Prepona violacea ingår i släktet Prepona och familjen praktfjärilar. Inga underarter finns listade i Catalogue of Life.